# Bosnisch-herzegowinischer Fußball-Cup 2012/13
Der bosnisch-herzegowinische Fußballpokal 2012/13 (in der Landessprache Kup Bosne i Hercegovine) wurde zum 19. Mal ausgespielt. Sieger wurde der NK Široki Brijeg, der sich im Finale gegen den Titelverteidiger FK Željezničar Sarajevo durchsetzte.
In der 1. Runde fand nur ein Spiel statt, ab dem Achtelfinale gab es in jeder Runde je ein Hin- und Rückspiel. War ein Elfmeterschießen nötig, geschah dies ohne vorherige Verlängerung. Der Sieger qualifizierte sich für die zweite Qualifikationsrunde zur UEFA Europa League 2013/14.

## Teilnehmende Vereine aus den Landesverbänden
| Föderation Bosnien und Herzegowina (21) | Republika Srpska (11) |
| --- | --- |
| - NK Široki Brijeg - NK Zvijezda Gradačac - NK GOŠK Gabela - NK Gradina Srebrenik - NK Čelik Zenica - HŠK Zrinjski Mostar - FK Sarajevo - FK Olimpik Sarajevo - NK Travnik - FK Velež Mostar - FK Željezničar Sarajevo - HNK Branitelj Mostar - HNK Čapljina - NK Mladost Donji Svilaj - HNK Orašje - NK Podgrmeč Sanski Most - FK Rudar Zenica - NK SAŠK Napredak - HNK Tomislav Tomislavgrad - NK Vitez - NK Rijeka Vitez | - FK Borac Banja Luka - FK Leotar Trebinje - FK Radnik Bijeljina - FK Rudar Prijedor - FK Slavija Sarajevo - FK Drina HE Višegrad - FK Modrica Maxima - FK Rudar Ugljevik - FK Sloboda Mrkonjić Grad - FK Sloga Doboj - FK Sutjeska Foča |

## Termine
Die Spielrunden wurden an folgenden Terminen ausgetragen:
- 1. Hauptrunde: 18./19. September 2012 (Di./Mi.)
- Achtelfinale: 3. Oktober 2012 (Mi.) & 23./24. Oktober 2012 (Di./Mi.)
- Viertelfinale: 6./7. November 2012 (Di./Mi.) & 21. Oktober 2012 (Mi.)
- Halbfinale: 13. März 2013 (Mi.) & 3. April 2013 (Mi.)
- Finale: 30. April 2013 (Di.) & 14. Mai 2013 (Di.)

## 1. Runde
Die Spiele der ersten Hauptrunde fanden am 18. und 19. September statt.
| Datum                 |                          | Ergebnis        |                           |
| --------------------- | ------------------------ | --------------- | ------------------------- |
| 18.09.2012, 19:30 Uhr | FK Sarajevo              | 1:0             | NK Gradina Srebrenik      |
| 19.09.2012, 16:00 Uhr | FK Modriča Maxima        | 0:1             | HNK Orašje                |
| 19.09.2012, 16:00 Uhr | NK Travnik               | 1:3             | NK GOŠK Gabela            |
| 19.09.2012, 16:00 Uhr | FK Sloboda Mrkonjić Grad | 0:3             | FK Željezničar Sarajevo   |
| 19.09.2012, 16:00 Uhr | NK Čelik Zenica          | 2:1             | NK Podgrmeč Sanski Most   |
| 19.09.2012, 16:00 Uhr | HNK Branitelj Mostar     | 0:2             | NK Široki Brijeg          |
| 19.09.2012, 16:00 Uhr | NK Rijeka Vitez          | 2:1             | FK Drina HE Višegrad      |
| 19.09.2012, 16:00 Uhr | FK Rudar Prijedor        | 0:1             | HŠK Zrinjski Mostar       |
| 19.09.2012, 16:00 Uhr | FK Sloga Doboj           | 4:0             | HNK Tomislav Tomislavgrad |
| 19.09.2012, 16:00 Uhr | FK Radnik Bijeljina      | 3:0             | FK Rudar Zenica           |
| 19.09.2012, 16:00 Uhr | FK Velež Mostar          | 3:0             | NK Mladost Donji Svilaj   |
| 19.09.2012, 16:00 Uhr | FK Olimpik Sarajevo      | 0:0 (3:0 i. E.) | NK Vitez                  |
| 19.09.2012, 16:00 Uhr | FK Leotar Trebinje       | 0:1             | FK Slavija Sarajevo       |
| 19.09.2012, 16:00 Uhr | NK Zvijezda Gradačac     | 5:0             | FK Rudar Ugljevik         |
| 19.09.2012, 16:00 Uhr | HNK Čapljina             | 1:1 (4:2 i. E.) | FK Borac Banja Luka       |
| 19.09.2012, 19:00 Uhr | FK Sutjeska Foča         | 1:0             | NK SAŠK Napredak          |

## Achtelfinale
Die Hinspiele des Achtelfinals wurden am 3. Oktober 2012 ausgetragen, die Rückspiele am 23. und 24. Oktober 2012.
|                      | Gesamt          |                         | Hinspiel | Rückspiel |
| -------------------- | --------------- | ----------------------- | -------- | --------- |
| NK Zvijezda Gradačac | 4:2             | FK Velež Mostar         | 1:2      | 3:0       |
| HNK Orašje           | 0:7             | NK Široki Brijeg        | 0:6      | 0:1       |
| NK GOŠK Gabela       | 1:0             | FK Radnik Bijeljina     | 1:0      | 0:0       |
| NK Čelik Zenica      | 3:0             | NK Rijeka Vitez         | 2:0      | 1:0       |
| FK Slavija Sarajevo  | 1:6             | FK Željezničar Sarajevo | 1:3      | 0:3       |
| FK Olimpik Sarajevo  | 0:0 (4:1 i. E.) | HNK Čapljina            | 0:0      | 0:0       |
| HŠK Zrinjski Mostar  | 4:3             | FK Sarajevo             | 3:1      | 1:2       |
| FK Sutjeska Foča     | 2:3             | FK Sloga Doboj          | 1:1      | 1:2       |

## Viertelfinale
Die Hinspiele fanden am 6. und 7. November 2012 statt, die Rückspiele am 21. Oktober 2012.
|                      | Gesamt          |                         | Hinspiel | Rückspiel |
| -------------------- | --------------- | ----------------------- | -------- | --------- |
| NK Zvijezda Gradačac | 3:5             | HŠK Zrinjski Mostar     | 3:2      | 0:3       |
| FK Olimpik Sarajevo  | 0:4             | FK Željezničar Sarajevo | 0:1      | 0:3       |
| NK GOŠK Gabela       | 2:3             | FK Sloga Doboj          | 1:2      | 1:1       |
| NK Široki Brijeg     | 2:2 (5:4 i. E.) | NK Čelik Zenica         | 1:1      | 1:1       |

## Halbfinale
Die Hinspiele fanden am 13. März 2013 statt und die Rückspiele wurden am 3. April 2013 gespielt.
|                         | Gesamt |                     | Hinspiel | Rückspiel |
| ----------------------- | ------ | ------------------- | -------- | --------- |
| FK Sloga Doboj          | 2:8    | NK Široki Brijeg    | 2:4      | 0:4       |
| FK Željezničar Sarajevo | 2:0    | HŠK Zrinjski Mostar | 0:0      | 2:0       |

## Finale

### Hinspiel
| Paarung                 | FK Željezničar Sarajevo – NK Široki Brijeg |
| Ergebnis                | 1:1 (1:1) |
| Datum                   | 30. April 2013 um 18:00 Uhr |
| Stadion                 | Stadion Grbavica, Sarajevo |
| Zuschauer               | 4.300 |
| Schiedsrichter          | Tomislav Čuić |
| Tore                    | 0:1 Kresimir Kordić (5.) 1:1 Elvir Čolić (18.) |
| FK Željezničar Sarajevo | Marijan Antolović – Semir Kerla, Velibor Vasilić, Yani Urdinov, Benjamin Čolić, Elvir Čolić – Nermin Jamak (67. Armir Hodžić), Tomislav Tomić, Muamer Svraka – Eldin Adilović, Vernes Selimović (83. Samir Bekrić) Cheftrainer: Amar Osim                       |
| NK Široki Brijeg        | Luka Bilobrk – Ivica Džidić, Vedran Ješe, Mateo Bertoša, Dino Čorić – Damir Zlomislić, Jure Ivanković (88. Zvonimir Kožulj), Wagner Santos Lago – Kresimir Kordić (90. Krešimir Kordić), Mirko Marić (55. Davor Landeka), Mateo Roskam Cheftrainer: Slaven Musa |
| Gelbe Karten            | Muamer Svraka, Yani Urdinov – keine |

### Rückspiel
| Paarung                 | NK Široki Brijeg – FK Željezničar Sarajevo |
| Ergebnis                | 1:1 (0:1), 5:4 i. E. |
| Datum                   | 14. Mai 2013 um 19:00 Uhr |
| Stadion                 | Pecara-Stadion, Široki Brijeg |
| Zuschauer               | 3.500 |
| Schiedsrichter          | Edin Jakupović |
| Tore                    | 1:0 Wagner Santos Lago (63.) 1:1 Saban Pehilj (90.) Elfmeterschießen: 1:0 Dalibor Šilić Saban Pehilj 2:0 Kresimir Kordić Eldin Adilović 3:0 Wagner Santos Lago 3:1 Benjamin Čolić Vedran Ješe 3:2 Srđan Stanić Damir Zlomislić 3:3 Eldar Hasanović 4:3 Ivica Džidić 4:4 Sulejman Smajić 5:4 Davor Landeka Muamer Svraka |
| NK Široki Brijeg        | Luka Bilobrk – Ivica Džidić, Vedran Ješe, Mateo Bertoša, Mario Ljubić, Dino Čorić (82. Ante Serdarušić) – Damir Zlomislić, Jure Ivanković (90.+1’ Dalibor Šilić), Wagner Santos Lago – Kresimir Kordić, Mateo Roskam (55. Davor Landeka) Cheftrainer: Slaven Musa                                                       |
| FK Željezničar Sarajevo | Marijan Antolović – Jadranko Bogičević, Velibor Vasilić, Srđan Stanić, Benjamin Čolić, Elvir Čolić – Nermin Jamak (83. Eldar Hasanović), Tomislav Tomić (83. Saban Pehilj), Muamer Svraka – Eldin Adilović, Vernes Selimović (68. Sulejman Smajić) Cheftrainer: Amar Osim                                               |
| Gelbe Karten            | Mateo Bertoša, Wagner Santos Lago, Damir Zlomislić, Dalibor Šilić – Velibor Vasilić |